# برانكو سفيتكوفيتش
برانكو سفيتكوفيتش (بالصربية: Бранко Цветковић) مواليد 5 مارس 1984 في البوسنة والهرسك، جمهورية يوغوسلافيا الاشتراكية الاتحادية، هو لاعب كرة سلة صربي. بدأ مسيرته الاحترافية في سنة 2001. يحمل الرقم 20. يبلغ طوله 6 قدم 6.75 بوصة (2.0 م).

## المسيرة الاحترافية
لعب مع نادي سانت جوسيب لكرة السلة في الدوري الإسباني في موسم 2007–2008، ثم لعب مع نادي بانيونيس لكرة السلة في موسم 2008–2009، ثم لعب مع باسكت سرقسطة 2002 في الدوري الإسباني في سنة 2009، ثم لعب مع فيكتوريا يبرتاس بيزارو في الدوري الإيطالي في موسم 2009–2010.

## روابط خارجية
- برانكو سفيتكوفيتش على موقع الاتحاد الدولي لكرة السلة (الإنجليزية)
- برانكو سفيتكوفيتش على موقع الدوري الأوروبي لكرة السلة (الإنجليزية)
- برانكو سفيتكوفيتش على موقع الدوري الإسباني لكرة السلة (الإسبانية)
- برانكو سفيتكوفيتش على موقع كرة السلة الأوروبية.كوم (الإنجليزية)
- برانكو سفيتكوفيتش على موقع ريلجم (الإنجليزية)
- برانكو سفيتكوفيتش على موقع بروبوليرز (الإنجليزية)
- برانكو سفيتكوفيتش على موقع سبورتس رفرنس (الإنجليزية)